# Talend
Talend (Prononciation : TAL-end) est un éditeur de logiciel spécialisé dans l'intégration de données.
La société a été créée en 2005 à Suresnes, et dispose d'un siège administratif à Redwood City (Californie) et de filiales en Amérique du Nord, en Europe et en Asie. 
Le 20 mars 2021, Talend est racheté par la société américaine de capital-investissement Thoma Bravo LP pour 2,4 milliards de dollars.
Le 16 mai 2023, Talend intègre Qlik.

## Activités
Talend fournit des logiciels et services dans les domaines de l’intégration de données, de la gestion des données, du Master Data Management (gestion des données maître), de la qualité de données, de la préparation des données et de l’intégration d’applications, du Big Data, du Cloud,.
Talend emploie plus de 1 000 salariés[source insuffisante] répartis dans 14 bureaux et 10 pays.
Parmi ses clients, l'entreprise compte Citi, GE Healthcare, Aldo, OTTO Group, Virgin Mobile, Groupon, Travis Perkins, m2oCity, Deutsche Post, Flybe, Pernod Ricard, Allianz et Agro Mousquetaires.[réf. nécessaire]

## Histoire

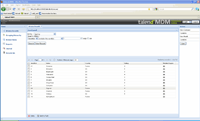
Ancien logo.

Crée en 2006, Talend a été la première société à commercialiser des logiciels d’intégration de données en mode open source. D'autres fournisseurs de solutions ont depuis pénétré ce marché comme Apatar, Jitterbit et Pentaho. Des sociétés comme IBM, Informatica ou SAP proposent également des solutions d'intégration de données.
Sortie en octobre 2006, la solution Talend Open Studio, renommée Talend Open Studio for Data Integration, est le premier produit de la société. En juin 2008, Talend publie Talend Open Profiler, renommé Talend Open Studio for Data Quality. 
En mars 2007, Talend annonce la création de sa filiale américaine, Talend Inc, suivie sept mois plus tard de la création d'une filiale allemande.
En 2006 et 2007, AGF Private Equity et Galileo Partners participent aux deux premiers tours de financement en série A et série B.
En juillet 2007, Talend lance sa première version commerciale, Talend Data Integration (anciennement connu sous le nom de Talend Integration Suite). 
En janvier 2009, Bernard Liautaud, fondateur de BusinessObjects, mène un nouveau tour de table de 12 millions $ en série C via son fonds Balderton Capital. Deux mois plus tard, Talend annonce la création de sa filiale britannique, Talend Ltd. 
En septembre 2009, Talend acquiert Xtentis, une solution de gestion des données de base (MDM), développée par l’éditeur français de logiciels Amalto. En janvier 2010, le logiciel a été mis à disposition sous format open source sous le nom Talend MDM (disponible en version gratuite open source Talend Open Studio for MDM et en version premium Talend Platform for MDM). Le logiciel est devenu la première solution de MDM open source du marché. 
En avril 2010, Talend effectue une levée de 8 millions $ en série D auprès de Idinvest Partners, Galileo Partners et Balderton Capital. En septembre de la même année, Talend annonce la création de sa filiale au Japon, Talend KK. 
En novembre 2010, Talend annonce l'acquisition de Sopera, un membre stratégique de la Fondation Eclipse et Silver Lake Sumeru mène un nouveau tour de table de 34 millions $. 
En décembre 2013, Talend lève 40 millions  $ auprès de Bpifrance, Iris Capital et Silver Lake Sumeru. Talend est soutenue par six sociétés de capital-risque.
En février 2016, Talend sort Data Preparation, une application open source gratuite pour préparer rapidement l'analyse des données.
En mars 2016, Talend Integration Cloud Summer'16 est lancé avec une meilleure intégration des Big Data dans AWS.
Le 29 juillet 2016, Talend est introduit en Bourse avec succès, levant sur le Nasdaq la somme de 94,5 millions de dollars. Cette même année Bpifrance entre dans le capital de l'entreprise.
En 2021, Talend est racheté par Thoma Bravo (en) pour 2,4 milliards de dollars américains.
En 2023, Talend est racheté par Qlik, pour 1,5 milliard de dollars américains. Qlik se renforce ainsi sur le marché européen, où Talend est bien établi sur le marché de l'intégration de données. Les deux sociétés appartiennent au fonds Thoma Bravo, qui annonce ne pas avoir été à l’initiative du rapprochement mais le soutenir.
En 2023, Talend annonce l'abandon de Talend Open Studio à compter du 31 janvier 2024.

## Communauté
Talend est partenaire de la Fondation Apache. Beaucoup de ses développeurs sont des contributeurs à Apache notamment dans les projets Apache Spark, CXF, Camel, ServiceMix, Syncope, Karaf, Santuario et ActiveMQ. Ils apportent également leur aide comme mentors, à de nombreux projets à travers l'incubateur Apache. La société est également membre du Java Community Process (JCP), de la Fondation Eclipse, de OW2 et de l’Open Source School.
Talend publie le code source de ses modules socle sous la licence Apache. 
Java est la langue principale de développement des produits et services de Talend.

## Licence
Talend a un business model basé sur l’open core (monétisation et commercialisation de logiciel open source). Talend distribue le code source de ses modules socle sous la licence Apache. Talend tire ses revenus de versions payantes incluant des fonctionnalités complémentaires, de support et d'activité de conseil, d'assistance et de formation relatives à ses logiciels.

## Éditions
| Produit                   | Licence                     | 900+ composants et connecteurs | Outils de développement riches | Centre d'administration | Console de monitoring | Qualité de données | Gestionnaire de référentiels | Haute disponibilité , l'équilibrage de charge et le basculement | Support technique     | Indemnité |
| ------------------------- | --------------------------- | ------------------------------ | ------------------------------ | ----------------------- | --------------------- | ------------------ | ---------------------------- | --------------------------------------------------------------- | --------------------- | --------- |
| Talend Open Studio        | Apache                      | Oui                            | Non                            | Non                     | Non                   | Non                | Non                          | Non                                                             | Non                   | Non       |
| Talend Enterprise Edition | Propriétaire (souscription) | Oui                            | Oui                            | Oui                     | Oui                   | Non                | Non                          | Non                                                             | Web, email            | Oui       |
| Talend Platform           | Propriétaire (souscription) | Oui                            | Oui                            | Oui                     | Oui                   | Oui                | Oui                          | Oui                                                             | Web, email, téléphone | Oui       |